# 정부인
정부인(貞夫人)은 조선 시대 정2품에 해당하는 관직인 정헌대부(正憲大夫), 자헌대부(資憲大夫)를 역임한 종친 및 문무관의 아내 혹은 종2품에 해당하는 관직인 가정대부(嘉靖大夫), 가선대부(嘉善大夫)를 역임한 종친 및 문무관의 아내에게 주던 작위(爵位)이다. 이 봉작 작위는 내명부 관등 등급상 정경부인(貞敬夫人)의 아래, 숙부인(淑夫人)의 위에 해당한다.